# رائد عرفات
رائد عرفات  (بالرومانية: Raed Arafat) (24 مايو 1964، دمشق، سوريا) طبيب متخصص في الإسعاف الأولي في رومانيا من أصل فلسطيني. أسس مؤسسة SMURD. كان في منصب سكرتير وزير الصحة، ووصل إلى منصب وزير الصحة في رومانيا الآن.

## حياته
يعتبر الطب هواية له منذ طفولته في سنة السبيعنيات كون فريق طبي مع زملائه في مدينة نابلس لمساعدة الناس وهو يتواجد في رومانيا منذ عام 1981 وكان عمره 16 سنة.

## الدراسة
تتلمذ في مدارس مدينة نابلس و حصل على شهادة التوجيهي من مدارسها إلى ان انتقل إلى دراسة اللغة الرومانية في مدينة بيتشت ودراسة الطب العام في مدينة كلوج نابوكا وتخصص في مدينة تيرج موريش.

## انجازاته
في عام 2003 حصل على وسام من الرئيس الروماني اليسكو آنذاك، وعام 2006 حصل على وسام آخر من الرئيس الروماني ترايان باسيسكو تقديرًا لجهوده في مساعدة الناس.